# Aviso (Schiffstyp)

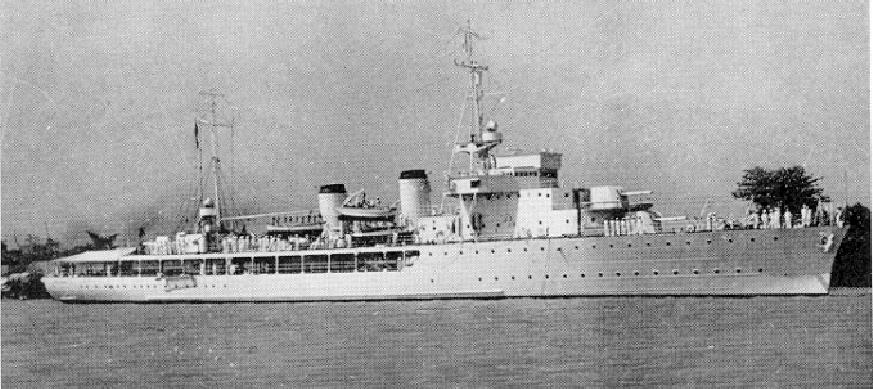
Französischer Aviso der Bougainville-Klasse von 1931, 1969 t, 16 kn, 3 × 13,8-cm-Geschütze

Ein Aviso (portugiesisch/spanisch für „Bekanntmachung“, „Mitteilung“ oder „Meldung“) war ein schnelles, kleines Kriegsschiff zur Nachrichtenübermittlung. Avisos waren normalerweise leicht bewaffnet und ungepanzert und dienten auch als Vorposten-, Aufklärungs- und Verbindungsboote. Auch fanden sie als Führungsschiffe und für leichte Gefechtsaufgaben im Kolonialkrieg Verwendung.

## Deutsche Marinen
Als ersten Aviso requirierte die preußische Marine von 1848 bis 1849 den radgetriebenen, 1420 t großen Postdampfer Preußischer Adler anlässlich des Schleswig-Holsteinischen Kriegs. Als weitere Radavisos folgten 1850 die deutlich kleineren Schwesterschiffe Nix und Salamander (430 t) sowie 1859 die ebenso große Loreley. Diese Schiffe sollten als Führungsschiffe für Ruderkanonenbootsflotillen dienen.
Der 1870 angekaufte Radaviso Falke (1230 t) war als erster Aviso statt mit Glattrohrkanonen mit zwei gezogenen 12-cm-Ringkanonen bewaffnet. Das 12 kn schnelle Schiff sollte zuerst die damals neuen Schlepptorpedos zum Einsatz bringen. Schließlich diente es dem Panzerschiffsgeschwader als Aufklärer und Signalwiederholer, was zukünftig zur Standardaufgabe der deutschen Avisos wurde. Die zu dieser Zeit in Dienst stehenden gedeckten und Glattdeckkorvetten (später Kreuzerfregatten bzw. -korvetten) waren von der Bauart her veraltet und nur für den Schul- und Auslandsdienst geeignet, nicht jedoch für den Dienst mit der Flotte.
Die zuerst als Torpedofahrzeug in Dienst gestellte 1170 t große Zieten (Stapellauf 1877) war der erste schraubengetriebene Aviso der deutschen Marine und mit 16 kn deutlich schneller als seine Vorgänger. Das Schiff war mit zwei Torpedorohren und fünf Revolverkanonen bewaffnet.
Die Blitz-Klasse von 1882 (1486 t) umfasste die ersten Stahlschiffe der kaiserlichen Marine. Die beiden folgenden Schiffe der Wacht-Klasse (1887/8, 1499 t) erhielten erstmals ein Panzerdeck und einen gepanzerten Kommandostand und ähnelten so geschützten Kreuzern.
Bei der Greif (1886, 2266 t) wurde erstmals auf eine Hilfsbesegelung verzichtet. Neben zwei 10,5 cm Ringkanonen war das Schiff mit 10 3,7-cm-Revolverkanonen bewaffnet, da es zusätzlich als „Torpedobootjäger“ die großen Panzerschiffe vor Torpedoangriffen schützen sollten. Diese Rolle war auch den beiden Schiffen der Meteor-Klasse (1890/2, 1072 t) zugedacht, die als erste Avisos statt der bis dahin üblichen Ringkanonen vier Schnellladekanonen vom Kaliber 8,8 cm erhielten. Damit sollten die Schiffe eine Rolle übernehmen, die in anderen Marinen die aufkommenden Torpedobootszerstörer innehatten.
Als letzter Aviso dieser Entwicklungslinie stellte 1896 die mit 2082 t wieder deutlich größere und mit Panzerschutz versehene Hela in Dienst. Im Jahr 1899 wurden die noch vorhandenen Avisos, die mittlerweile alle mit Schnellladekanonen armiert worden waren, im Zuge einer Neuordnung des Typensystems als Kleine Kreuzer eingestuft.
Außerhalb dieser Entwicklungslinie liegen die verschiedenen königlichen beziehungsweise kaiserlichen Yachten, die auch als Aviso klassifiziert waren, wie z. B. die Hohenzollern von 1880 und die Hohenzollern von 1893. Diese waren normalerweise nicht für Gefechtsaufgaben vorgesehen, wobei die Grille von 1858 allerdings aktiv am zweiten Deutsch-Dänischen Krieg teilnahm.

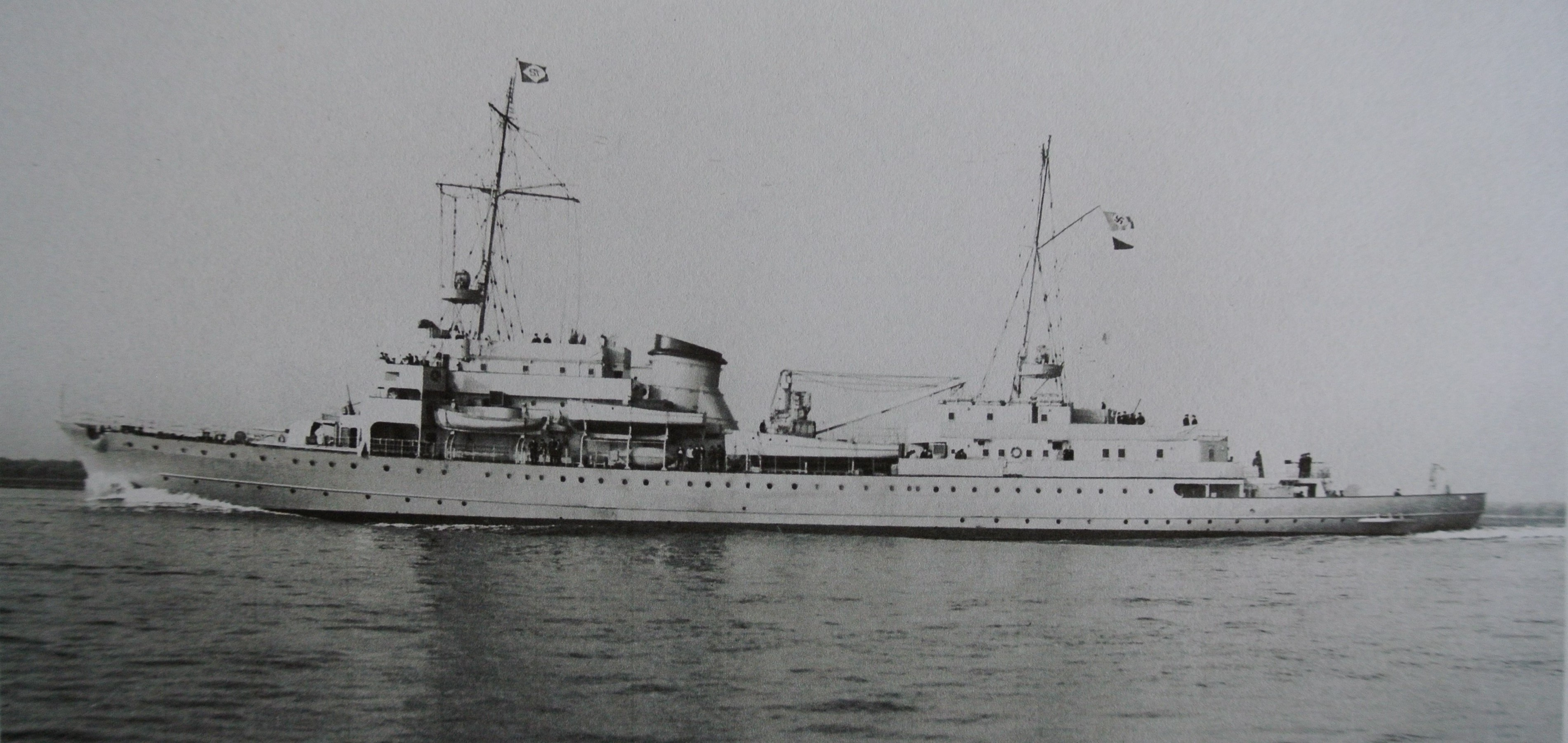
Aviso/Flottentender Hela (1941)

1935 nahm die Kriegsmarine den 3430 t großen Aviso Grille als Versuchsschiff für Hochdruckheißdampfturbinen-Antriebsanlagen in Dienst. Später diente die Grille hauptsächlich als Stabs- und Stationsschiff, aber auch als Minenleger.
Das letzte als Aviso bezeichnete Schiff der Kriegsmarine war die 1940 in Dienst gestellte Hela, die der Grille vom Rumpf her ähnelte, mit einer Verdrängung von 2520 t und einer Länge von 99,8 m jedoch etwas kleiner und mit Dieselmotoren ausgerüstet war. Sie diente dem Admiralsstab als Kommandoschiff bis zum Kriegsende.

## Marinen anderer Nationen

### Frankreich
Auch die französische Marine hatte in der ersten Hälfte des 20. Jahrhunderts eine Anzahl Kanonenboote im Dienst, die als Aviso bezeichnet wurden. Teilweise handelte es sich dabei um U-Boot-Fallen. Viele der Schiffe waren für den Kolonialdienst vorgesehen, vier davon kamen beim Seegefecht auf der Reede von Koh Chang zum Einsatz. In dieser Tradition bezeichnete die französische Marine auch die für den Überseeeinsatz vorgesehenen Fregatten der Commandant-Rivière-Klasse (Stapellauf 1958–1963, 1700 t) und der auch als Typ A69 bezeichneten D‘Estienne-d‘Orves-Klasse (Stapellauf 1973–1983, 1090 t) als Avisos.

### Portugal

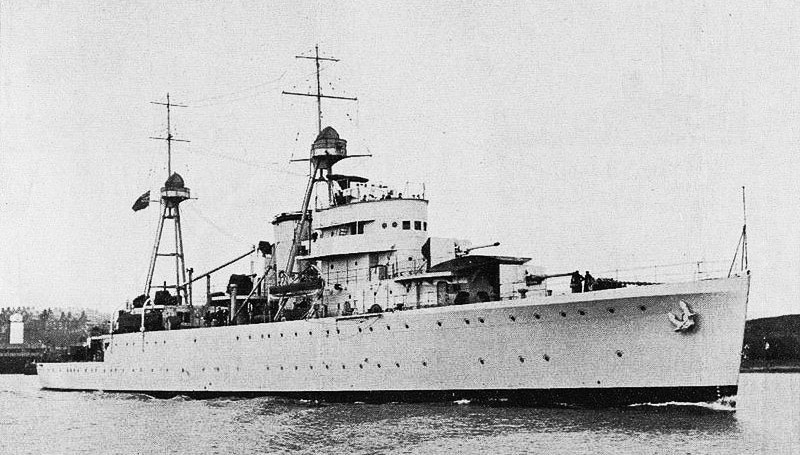
Afonso de Albuquerque

Portugal nahm in der ersten Hälfte des 20. Jahrhunderts eine Reihe Kanonen- und Geleitboote in Dienst, die als Avisos bezeichnet wurden. Die beiden letzten, die Alfonso de Albuquerque und die Bartolomeu Dias (Stapellauf 1934), waren 1780 t groß, liefen 20 kn, waren mit vier Geschützen 12 cm und Fla-Waffen bewaffnet und führten Minen und ein Wasserflugzeug mit sich. Die Alfonso de Albuquerque wurde am 18. Dezember 1961 vor Goa im Gefecht mit dem indischen Kreuzer Delhi und zwei Zerstörern zerstört.

### Russland
Die 1903 gebaute Almas diente ab 1907 als Aviso in der Baltischen Flotte.